# Roberto Quesada
Roberto Quesada (Olanchito, 1962) è uno scrittore, giornalista e politico honduregno.

## Biografia
Dal 1995 vive a New York, dove entra in contatto con la cultura nordamericana e si avvale dell'amicizia e dei consigli letterari di Kurt Vonnegut, che lo definirà "uno scrittore dallo straordinario talento e dalla prosa caustica e provocatoria".
Fra il 1994 e il 2009 è stato delegato dell'Honduras presso le Nazioni Unite. Nel 1996 gli viene attribuito il prestigioso Premio del Instituto Latinoamericano de escritores en los Estados Unidos.
Fra le sue opere più note Los barcos (1988), Big Banana (1999), Nunca entres por Miami (2002) e El equilibrista (2013), opere che riconducono alla cosiddetta 'immigrazione novel'.
In Italia, nel 2019, è stato pubblicato in traduzione da Alessandro Polidoro Editore il suo romanzo di maggiore successo, Big Banana, un'opera sul processo di integrazione delle comunità ispaniche nella società statunitense.